# San Michele (Morfasso)
San Michele is een plaats (frazione) in de Italiaanse gemeente Morfasso.